# Bosó de gauge
En física de partícules, un bosó de gauge o bosó intermediari és una partícula (de fet, un bosó) que actua com a portadora d'una interacció fonamental de la natura. Més específicament, la interacció entre les partícules elementals està descrita per les teories de camps de gauge i s'exerceix mitjançant l'intercanvi de bosons de gauge entre si, usualment com a partícules virtuals.

## El model estàndard

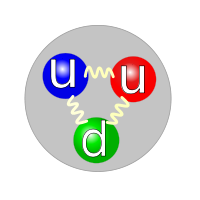
Estructura d'un protó amb tres quarks, dos up i un down, que intercanvien gluons.

El model estàndard és un model que descriu les partícules que constitueixen la matèria, com també les interaccions entre elles, d’acord amb la mecànica quàntica i la relativitat especial. Segons aquest model, tota la matèria coneguda està constituïda en darrer terme per fermions (quarks i leptons), que són partícules que obeeixen l'estadística de Fermi-Dirac, per exemple els protons i els neutrons estan formats per tres quarks cadascun i l'electró és un leptó. Quarks i leptons poden ser de sis tipus diferents (anomenats sabors) que es poden agrupar en tres famílies: up i down, strange i charme, top i bottom per als quarks, i els corresponents leptons: electró i neutrí electrònic, muó i neutrí muònic, i partícula tau i neutrí tauònic.
Per altra banda, d’acord amb aquest model, hi ha quatre interaccions fonamentals: la força nuclear forta, l'electromagnètica, la interacció feble i la gravitatòria, cadascuna de les quals és transmesa per una partícula anomenada bosó intermediari o bosó de gauge: els gluons, els bosons W+, W– i Z0, els fotons, i els gravitons, respectivament.
S'anomenen bosons les partícules que tenen espín enter no negatiu i obeeixen l'estadística de Bose-Einstein. Els bosons poden ser partícules elementals, com les partícules intermediàries de les interaccions fonamentals; partícules compostes, com els mesons, o sistemes més complexos, com nuclis atòmics i àtoms.

## Els gluons

Representació d'un gluó als diagrames de Feynman.

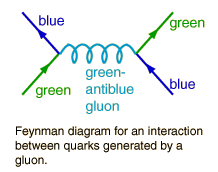
Diagrama de Feynman que explica la interacció entre un quark verd i un de blau que canvien de color com a conseqüència de l'intercanvi d'un gluó verd-antiblau.

Els gluons són bosons de gauge o intermediaris de massa nul·la, càrrega elèctrica nul·la i espín 1, se simbolitzen com g. Transmeten la interacció nuclear forta entre quarks. Així els quarks interactuen emetent i absorbint gluons, de la mateixa manera que les partícules carregades elèctricament interactuen mitjançant l'emissió i l'absorció de fotons. Els quarks poden tenir tres diferents càrregues de color (blau, verd i roig) i en emetre o absorbir un gluó canvien de càrrega de color. Tanmateix, els gluons són més complexos que els fotons. Aquests no tenen càrrega elèctrica, però els gluons tenen càrrega de color, la qual cosa significa que interaccionen entre ells. Els gluons es presenten en vuit possibles estats de càrrega de color (verd-antiblau, blau-antiroig...) i, per això, poden acoblar-se a les càrregues de color de quarks i antiquarks. En tenir càrrega de color, els gluons no es poden aïllar i participen en els processos d'interacció nuclear forta acoblant-se també entre si, a més de ser els intermediaris de la interacció.
A diferència d'altres forces conegudes, la interacció entre quarks no disminueix amb la distància. Aquest comportament implica que és necessària una enorme quantitat d'energia per separar dos quarks, per exemple, el parell quark-antiquark que forma un mesó. Es crea una corda de gluons entre ells fins al punt que, en arribar a cert moment, és energèticament favorable la creació d'un nou parell quark-antiquark, de manera que l'estat final és de dos mesons, en lloc d'aconseguir quarks lliures. Aquest comportament és el que es denomina confinament dels quarks i fa que siguin inobservables directament.
Teòricament poden existir les anomedaes bolles de gluons, que són partícules formades per dos o més gluons, sense presència de quarks. Tot i que existeixen alguns candidats a ser boles de gluons, fins al moment actual no s'han identificat experimentalment amb certesa, ja que els seus nombres quàntics coincideixen amb els dels mesons ordinaris.
El mot gluon ‘gluó’, fou encunyat el 1962 pel físic teòric estatunidenc Murray Gell-Mann (1929-2019) i prové de l'anglès glue, ‘cola’. El 1979 es confirmà l'existència dels gluons mitjançant l'observació de la radiació dels gluons pels quarks en estudis de col·lisions de partícules d'alta energia al laboratori nacional alemany, el Deutsches Elektronen-Synchrotron (DESY), a Hamburg.

## Els bosonsWiZ

Representació del bosó W^{+} als diagrames de Feynman.

Hi ha tres bosons vectorials intermediaris que transmeten la interacció feble: el bosó W+, amb una càrrega elèctrica de +e, això és 1,602 × 10–19 C; el bosó W–, antipartícula de l'anterior i amb càrrega –e (–1,602 × 10–19 C), i el bosó Z0, que és elèctricament neutre. La massa del bosó W és de 80,399 (23) GeV/c2 i la del bosó Z, de 98,187 6 (21) GeV/c2. La massa del protó és de 0,938 GeV/c2, per tant, els bosons W tenen unes masses vuitanta-sis vegades superiors a la del protó, i el bosó Z cent-cinc vegades superior. Aquesta característica és responsable de l'extremadament curta distància de la força feble, la qual té una influència confinada a una distància d'aproximadament 10–17 metres perquè, segons estableix la mecànica quàntica, la distància d'acció d'una força determinada tendeix a ser inversament proporcional a la massa de la partícula que la transmet.
L'existència dels bosons vectorials intermediaris i les seves propietats foren predites a finals dels anys seixanta pels físics Sheldon Lee Glashow (1932), Steven Weinberg (1933-2021) i Abdus Salam (1926-1996). Els seus esforços teòrics, coneguts actualment com a teoria electrofeble, expliquen que la força electromagnètica i la força feble, considerades durant molt de temps com entitats separades, són en realitat manifestacions de la mateixa interacció fonamental. Tal com la força electromagnètica es transmet mitjançant partícules portadores conegudes com a fotons, la força feble és intercanviada a través dels tres tipus de bosons vectorials intermediaris W+, W– i Z0.

Desintegració β^{–}. Un neutró format pels quarks udd, a la part inferior (temps inicial), es transforma en un protó format pels quarks udu i un bosó W^{–}, el qual es desintegra en un electró e^{–}, que conserva la càrrega negativa, i un antineutrí electrònic.

En processos de baixa energia com la desintegració β, les partícules pesants W es poden intercanviar només perquè el principi d'incertesa de Heisenberg permet fluctuacions en massa-energia durant intervals de temps prou curts. Aquestes partícules W no es poden observar directament. No obstant això, és possible produir partícules W detectables en experiments amb acceleradors de partícules que involucren col·lisions entre partícules subatòmiques, sempre que l'energia de la col·lisió sigui prou alta. Una partícula W d'aquesta mena decau després en un leptó carregat (per exemple, un electró, un muó o una tau) i un neutrí associat, o en un quark i un antiquark de tipus diferent (o «sabor») però amb una càrrega total de +1 o –1.
El 1983, dos experiments a l'Organització Europea per a la Recerca Nuclear (CERN) a Ginebra detectaren característiques que s'aproximaven estretament a les prediccions per a la formació i desintegració de les partícules W i Z. Els seus resultats constituïen la primera evidència directa dels bosons febles i proporcionaven un fort suport per a la teoria electrofeble. Els bosons Z i W foren observats posteriorment de manera més directa el 1983 en experiments de col·lisions protó-antiprotó d'alta energia realitzats al CERN. El físic del CERN Carlo Rubbia (1934) i l'enginyer Simon van der Meer (1925-2011) van rebre el Premi Nobel de Física del 1984 en reconeixement del seu paper en la descoberta de les partícules W i Z.
Les mesures dutes a terme al CERN mostren que quan el bosó Z es desintegra en parelles neutrí-antineutrí, produeix únicament tres tipus de neutrins lleugers. Aquesta mesura és d'importància fonamental, ja que indica que només hi ha tres conjunts de leptons i quarks, els elements bàsics de la matèria.

## Els fotons

Representació d'un fotó als diagrames de Feynman.

Els fotons formen la radiació electromagnètica (ones de ràdio, llum, raigs ultraviolats, raigs X, raigs gamma…), són emesos i absorbits per la matèria i transporten la interacció electromagnètica. El fotó té espín igual a 1, i, per tant, és un bosó; com que la seva massa en repòs és nul·la, l'helicitat del fotó només pot ser 1 o –1, però no 0. Hom el representa pel símbol γ.

Emissió d'un fotó per part d'un electró, per exemple en la transició entre un nivell excitat d'un àtom i el nivell fonamental.

Els fotons foren proposats pel físic alemany Albert Einstein (1879-1955), l’any 1905, per donar una explicació satisfactòria a la propagació de la llum en fenòmens com l'efecte fotoelèctric. Amb la realització d’experiències de xoc entre electrons i radiació lluminosa (efecte Compton) hom ha pogut constatar el caràcter de partícula que presenta a vegades el fotó, la qual cosa permet d’associar-li un moment lineal hν/c i una energia hv (essent h la constant de Planck, v la freqüència de la radiació i c la velocitat de la llum al buit).

## Els gravitons
Els gravitons són partícules hipotètiques que transmet la interacció gravitacional en el marc de la teoria quàntica de camps, se simbolitzen per G. Encara que no han estat descoberts es pot deduir que la seva massa ha de ser nul·la, ja que la gravitació és una força de llarg abast. La seva càrrega elèctrica ha de ser també nul·la i el seu espín, enter (són, per tant, bosons). El nom graviton ‘gravitó’ fou proposat el 1934 per dos físics teòrics russos, D.I. Blokhintsev (1908-1979) i F.M. Gal'perin.
Segons la teoria de la relativitat general d'Albert Einstein, la gravetat és una propietat inherent de l'espai-temps que es manifesta com una curvatura causada per la presència de massa i energia. No obstant això, en la teoria quàntica, que descriu les interaccions a escala de partícules elementals, cal postular una partícula portadora de la força gravitatòria, similar als altres camps de forces coneguts, com l'electromagnetisme (amb el fotó) o les forces nuclears (amb els bosons W i Z). Té un espín igual a 2 unitats, i això el diferencia dels altres bosons coneguts, que tenen spins diferents (0 o 1). Ja que sembla que els gravitons serien idèntics a les seves antipartícules, la noció d'antigravetat és qüestionable.
Una característica comuna en diverses alternatives teòriques a la teoria de la relativitat general és que el gravitó té una massa diferent de zero. Aquestes teories es poden descriure com a teories de gravetat massives. Malgrat les nombroses complexitats teòriques d'aquestes teories, des d'un punt de vista fenomenològic les implicacions de la gravetat massiva s'han utilitzat àmpliament per establir límits per a la massa del gravitó. Una de les implicacions genèriques de dotar de massa al gravitó és que el potencial gravitatori disminuirà de manera similar a una caiguda del tipus potencial de Yukawa. Aprofitant aquesta característica de les teories de gravetat massives s'ha investigat la massa del gravitó fent servir els objectes més grans lligats gravitacionalment, és a dir, els cúmuls de galàxies. Les observacions fetes des del 2016 han establert el límit més estricte per a la massa del gravitó, la qual és inferior a 6 × 10−32 eV/c2.
| Interacció                  | Bosó                |
| --------------------------- | ------------------- |
| interacció electromagnètica | fotó                |
| interacció feble            | bosons W+, W− i Z   |
| interacció forta            | 8 gluons            |
| interacció gravitatòria     | gravitó (hipotètic) |